# اوکور
اوکور (به چکی: Okoř) یک منطقهٔ مسکونی در جمهوری چک است که در ناحیه پراگ-غرب واقع شده‌است. اوکور ۷۶ نفر جمعیت دارد.